# Орлан-рибалка малий

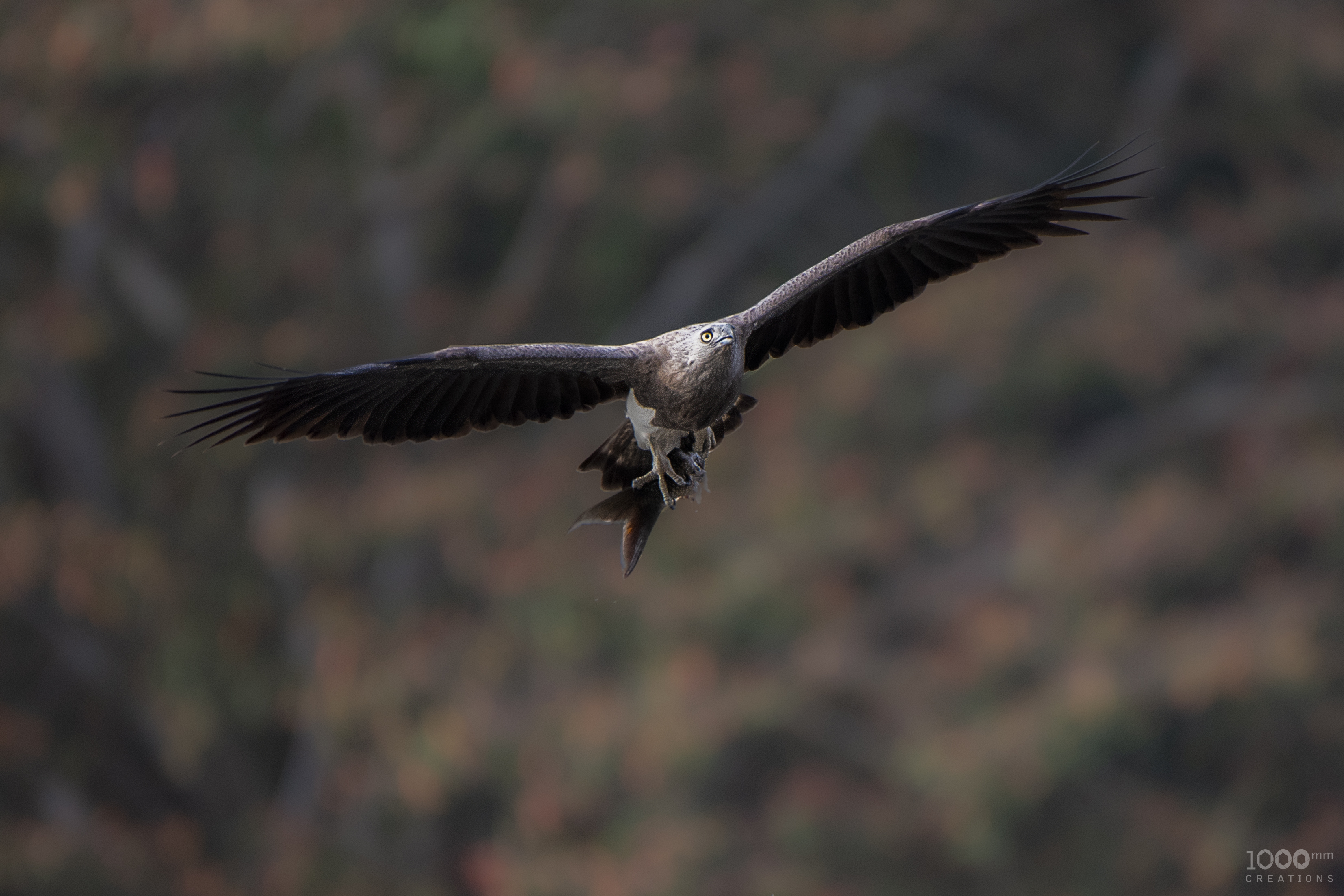
Орлан-рибалка малий зі спійманою рибою

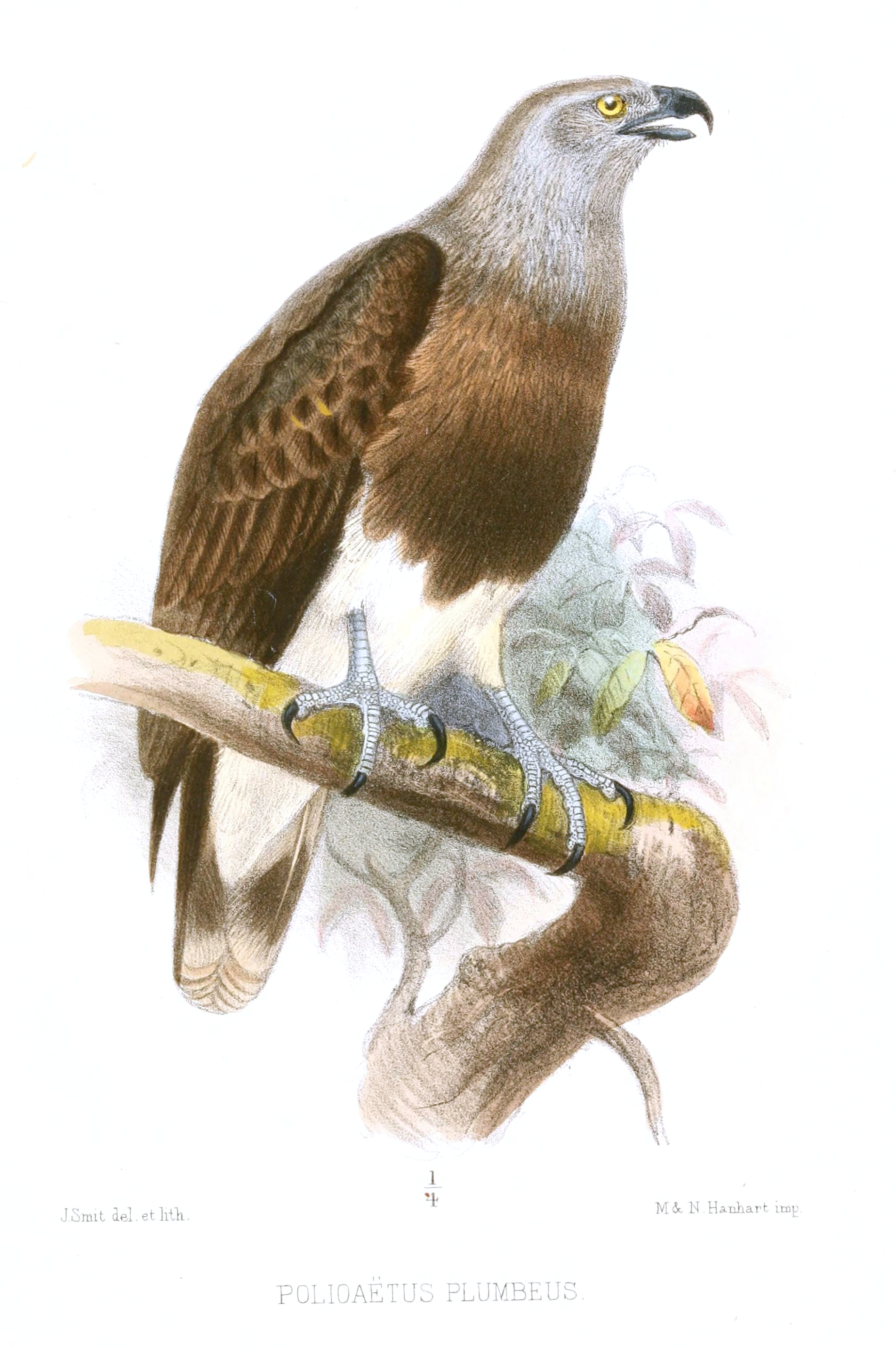
Орлан-рибалка малий

Орлан-рибалка малий (Icthyophaga humilis) — вид яструбоподібних птахів родини яструбових (Accipitridae). Поширений у південно-східній Азії, переважно в передгір'ях Гімалаїв, Індійський субконтинент. Існують спостереження цього виду з Гуджарату, Центральної Індії та нещодавно з долини річки Кавері на півдні Індії, хоча дехто вважає, що відомості з південної Індії надходять від ізольованої популяції, з-поза нормального ареалу виду. Деякі таксономічні організації  відносять цей вид до монотипного роду Icthyophaga, інші відносять його до роду Haliaeetus.
Є два підвиди: Icthyophaga humilis humilis, який походить з Малайського півострова, Суматри, Калімантану та Сулавесі; і Icthyophaga humilis plumbeus, поширений від Кашміру через південно-східну Індію, Непал і М'янму до Індокитаю.

## Опис

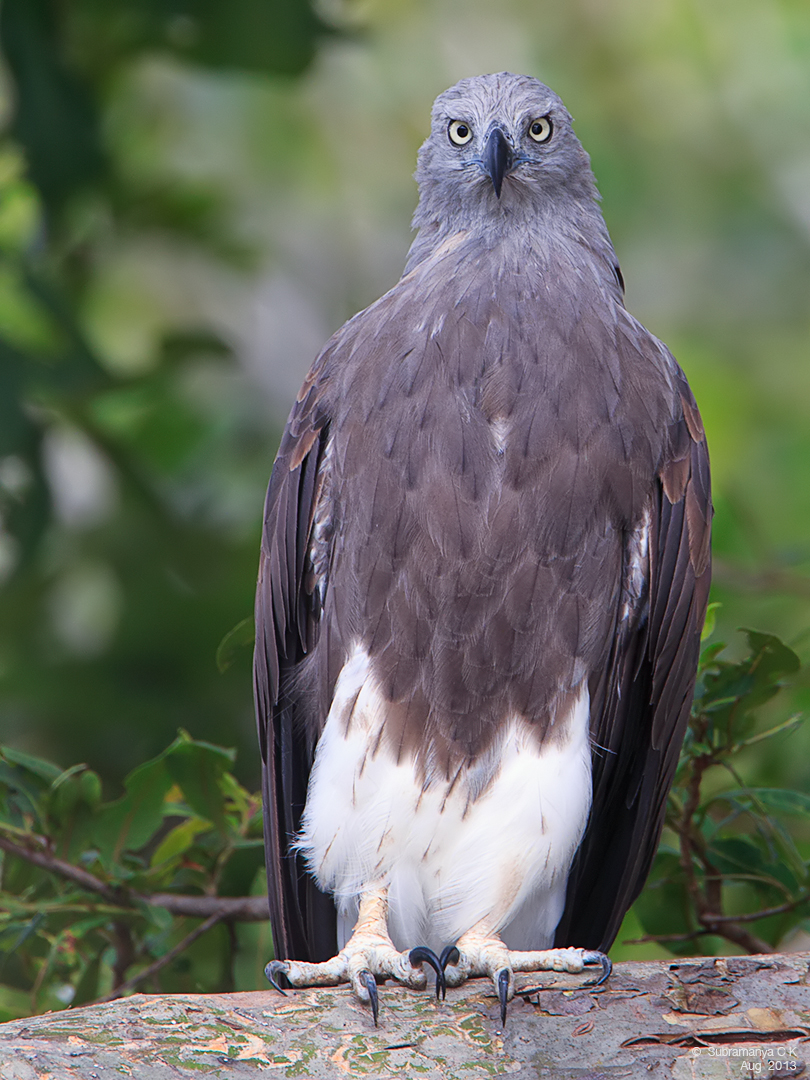
Орлан-рибалка малий на берегах річки Кавері, Індія

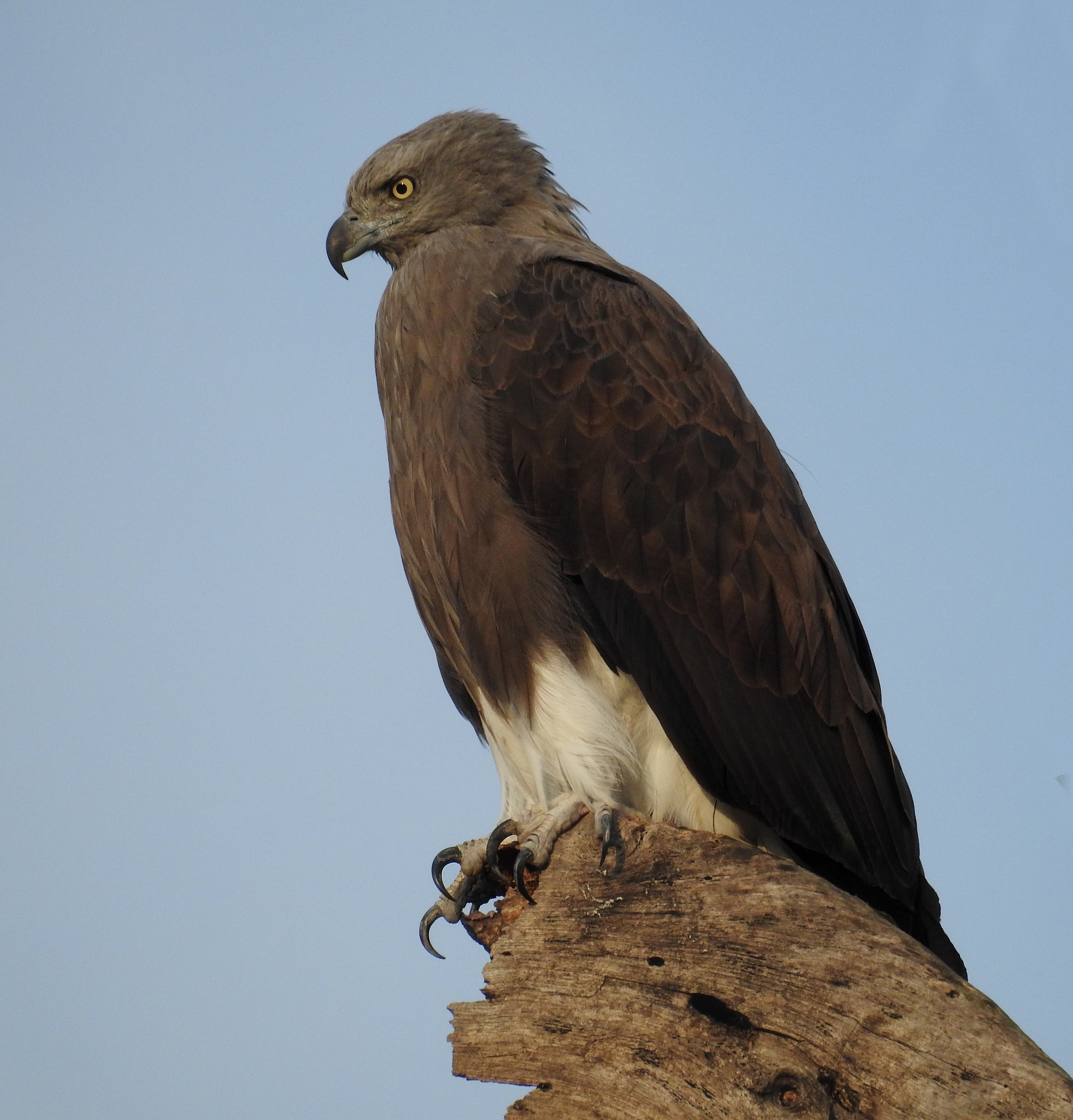
в національному парку Джима Корбетта

Орлан-рибалка малий — хижий птах середнього розміру переважно сіро-коричневого кольору з широкими тупими крилами та грубими неопереними ногами. Птах менший за спорідненого орлана-рибалку великого (Icthyophaga ichthyaetus), і їх часто плутають з подібними видами. Орлан-рибалка малий має коричневу грудку, білі стегна та живіт. У них короткий округлий хвіст, довга шия і маленька голова. Молоді орлани-рибалки зовні схожі на дорослих, але мають карі очі, тоді як у дорослих очі жовті. Дорослі особини мають розмах крил до 1,2 м і можуть виростати до 64 см у висоту.
Орлан-рибалка малий — це рибоїдний птах, кігтисті лапи якого пристосовані хапати слизьку рибу. Вони мають сильно загнуті кігті, а спікули (шипи) вздовж нижньої сторони пальців птахів допомагають утримувати рибу, коли вони витягають її з води.

## Раціон і харчова поведінка
Орлан-рибалка малий харчується в основному рибою, яку він вихоплює з води, спостерігаючи за нею згори з сідала, яким може бути нависле дерево або скеля посеред струмка. Звичайно у них є кілька своїх улюблених сідал, які вони часто міняють протягом часу годування. Оскільки їхній раціон переважно складається з риби, орлани мають великі загнуті кігті, пристосовані для лову риби та її витягання з води.

## Екологія
Орлан-рибалка малий проживає коло різноманітних водойм — річок, озер і водно-болотних угідь і найчастіше трапляються вздовж гірських потоків і швидкоплинних вод. Відомо, що в горах вони досягають висоти до 2400 м н.р.м., але зазвичай їхнє переважне середовище існування нижче 1000 м. Було зареєстровано, що деякі орлани досягають висоти понад 4000 м у Непалі.

## Ареал
Відомо, що орлан-рибалка малий мешкає в Індії та регіоні Кашмір, охоплюючи ареал на схід до Непалу, Китаю та інших частин Південно-Східної Азії. В Індії вони обмежені передгір’ями Гімалаїв і рухаються на північний схід. Дорослі особини рухаються на південь від гімалайських гірських хребтів, але залишаються територіально та по висоті в Гімалаях протягом року. Відомо, що вони живуть у різних місцях, таких як Бангладеш і Непал, Камбоджа, Індонезія та В’єтнам. Дослідники вважають, що їх налічується від 1000 до 10 000 особин. Чисельність орлана-рибалки малого скорочується з різних причин, таких як втрата середовища проживання, тривоження з боку людини, а також полювання та гніздового хижацтва. Нещодавно BirdLife International включила їх до списку під категорією «виду, близького до загрозливого стану».

## Розмноження
Хоча інкубаційний період і період зльоту на крило невідомі, сезон розмноження в орлана починається в березні й закінчується в серпні для тих, хто мешкає в Північній Індії та Непалі, але в інших регіонах може починатися в листопаді й закінчуватися у квітні. Приблизно 2—4 яйця відкладаються в кладку; їхні гнізда складені з паличок і зеленого листя. Після тривалого використання гніздо може досягати 1 м завширшки та до 1,5 м заввишки.